# Rancho Mirage
Rancho Mirage est une municipalité du comté de Riverside, en Californie (États-Unis). Elle comptait 13 249 habitants au recensement de 2000, mais la population peut dépasser les 20 000 habitants durant la période estivale.
Elle est située à 180 km au sud-est de Los Angeles.

## Histoire
Les premières habitations occupent la zone au cours des années 1920 et 1930. Après la Seconde Guerre mondiale, la petite ville devient prisée de nombreuses célébrités, notamment Frank Sinatra, Bob Hope, Fred Astaire, Ginger Rogers, Élisabeth II, Patrick Macnee ou Mary Martin.
En 2015, la région fait face à sa quatrième année de sécheresse consécutive. Pour cette ville construite en plein désert, l'État de Californie impose des restrictions sur les consommations d'eau, impliquant le remplacement des pelouses par des plantations d'agaves et de cactus dans les espaces publics et des limitations d'emploi pour les piscines et les golfs.

## Démographie
| 1970  | 1980  | 1990  | 2000   | 2010   | - |
| ----- | ----- | ----- | ------ | ------ | - |
| 1 298 | 6 281 | 9 778 | 13 249 | 17 218 | - |

## Personnalités liées à la ville
- L'ancien président des États-Unis (1974-1977) Gerald Ford y meurt le 26 décembre 2006 à l'âge de 93 ans.
- Sidney Sheldon romancier, scénariste, producteur, réalisateur et acteur y meurt le 30 janvier 2007 à l'âge de 89 ans.
- L'acteur Tom Bosley y meurt le 19 octobre 2010 à l'âge de 83 ans.
- La femme du président Gerald Ford, Betty Ford, ancienne Première dame des États-Unis (1974-1977), y meurt le 8 juillet 2011, également à l'âge de 93 ans.
- Ginger Rogers, actrice, danseuse américaine et célèbre partenaire de Fred Astaire y meurt le 25 avril 1995 à l'âge de 83 ans.
- Patrick Macnee y meurt le 25 juin 2015 à l'âge de 93 ans.
- Hoagy Carmichael, pianiste, auteur-compositeur-interprète et acteur, y vit jusqu'à son décès, le 27 décembre 1981.
- Catherine Dean May (1914-2004), femme politique, y est morte en 2004.
- Barbara Sinatra, mannequin, y est décédée le 25 juillet 2017, à l'âge de 90 ans.

## Bâtiments célèbres
- Betty Ford Center